# Neohahnia chibcha
Neohahnia chibcha är en spindelart som beskrevs av Stefan Heimer och Müller 1988. Neohahnia chibcha ingår i släktet Neohahnia och familjen panflöjtsspindlar.
Artens utbredningsområde är Colombia. Inga underarter finns listade i Catalogue of Life.